# Ciutadans francesos honoraris durant la Revolució Francesa
Durant la Revolució, França va concedir la ciutadania francesa honorària a aquelles persones considerades campiones de la causa de la llibertat. Tanmateix, no pas totes aquestes persones simpatitzaven amb la Revolució.
- Joel Barlow
- Ludwig van Beethoven
- Jeremy Bentham
- Robert Burns
- Johann Heinrich Campe
- Thomas Clarkson
- Anacharsis Cloots
- Cornelius de Pauw
- Giuseppe Gorani
- Alexander Hamilton
- Friedrich Gottlieb Klopstock
- Tadeusz Kosciuszko
- James Mackintosh
- James Madison
- Thomas Paine
- Johann Heinrich Pestalozzi
- Joseph Priestley
- Friedrich Schiller
- George Washington
- William Wilberforce
- David Williams
- Thomas Muir